# Conus medoci
Espèce
Statut de conservation UICN

 LC  : Préoccupation mineure
Conus medoci est une espèce de mollusques gastéropodes marins de la famille des Conidae.
Comme toutes les espèces du genre Conus, ces escargots sont prédateurs et venimeux. Ils sont capables de « piquer » les humains et doivent donc être manipulés avec précaution, voire pas du tout.

## Description
La taille de la coquille varie entre 53 mm et 76 mm.

## Distribution
Cette espèce marine est présente au sud de Madagascar.

### Niveau de risque d’extinction de l’espèce
Selon l'analyse de l'UICN réalisée en 2011 pour la définition du niveau de risque d'extinction, cette espèce récemment décrite est considérée comme endémique de Madagascar, dans une zone du sud de l'île. Bien que cette espèce ait une aire de répartition restreinte, il s'agit d'une espèce d'eau profonde qui ne risque pas d'être affectée par des menaces. Par le passé, elle a été collectée par dragage, mais il est peu probable que cette activité soit menée à une intensité qui affecterait l'espèce. Bien que l'espèce ne soit pas très bien connue et qu'elle n'ait été collectée vivante que récemment pour la première fois, l'absence de menaces perçues justifie une inscription dans la catégorie "préoccupation mineure".

## Taxonomie

### Publication originale
L'espèce Conus medoci a été décrite pour la première fois en 2004 par le malacologiste allemand Felix Lorenz (d) dans « Visaya »,.

### Synonymes
- Conus (Dendroconus) medoci Lorenz, 2004 · appellation alternative
- Conus (Sciteconus) punctomaculatus Bozzetti, 2020 · non accepté
- Conus punctomaculatus Bozzetti, 2020 · non accepté > junior subjective synonym
- Dendroconus medoci (Lorenz, 2004) · non accepté